# Louis Pabst
Louis Pabst (Königsberg avui Kaliningrad, 18 de juliol de 1846 - Moscou, 1920) fou un pianista i compositor alemany. Era fill d'August i germà de Pàvel, ambdós també músics coneguts.
Estudià piano amb molt d'èxit, donant el seu primer concert en la seva ciutat natal el 1862, va recórrer després Alemanya i, per acabar, s'establí a Anglaterra. El 1875 fundà l'Escola de Música de Riga, i després de fer una sèrie de concerts per Alemanya i Àustria, es dirigí el 1855 a Austràlia, on fundà també allà una Acadèmia de Música, la de Melbourne. Per acabar, el 1899 fou nomenat professor de l'Escola Musical de Moscou.
Va compondre diverses obres per a piano, lieder, melodrames, etc.